# Loganbær
Loganbær (Rubus x loganobaccus) er en krydsning mellem 'Red Antwerp' (en sort af Hindbær) og 'Aughinburgh' (en sort af  Brombær). 

## Historie
Krydsningen opstod tilfældigt i 1880 eller 1881 hos den amerikanske sagfører James Logan i Santa Cruz, Californien. 
Loganbær viste sig at være rigtbærende og godt tilpasset forholdene i Californien, men smagen blev ikke rigtigt populær. Derfor blev den brugt som udgangspunkt for nye krydsninger: Taybær (Rubus x loganobaccus x Rubus idaeus) og Boysenbær (Rubus x loganobaccus x Rubus flagellaris).
| Portal | Portal:Botanik |

| Botanik | Spire Denne botanikartikel er en spire som bør udbygges. Du er velkommen til at hjælpe Wikipedia ved at udvide den. |